# لورا أوستربيرغ كالماري
لورا إلينا أوستربيرغ كالماري (بالسويدية: Laura Elina Österberg Kalmari)، المزدادة في 27 مايو 1979) هي لاعبة كرة قدم محترفة فنلندية سابقة أنهت مسيرها الاحترافية في 2012، ولعبت في مركز الهجوم. آخر نادي لعبت له هو سكاي بلو الأمريكي بين العام 2010 و 2011 إضافة إلى منتخب فنلندا لكرة القدم للسيدات حيث تعتبر هدافته التاريخية وأكثر لاعبة مشاركة في المنتخب.

## المسيرة الكروية

### مع الأندية
بدأت لورا اللعب للأندية هلسنكي، مالمين بالوسورا وبويستولان يورهيليجات قبل أن تنتقل لجامعة بورتلاند سنة 2000. وعادت موسم 200102 لنادي «هلسنكي» للعب في دوري أبطال أوروبا للسيدات حيث وصل ناديها إلى نصف النهائي. وفي 2002 عاد مرة أخرى نحو الولايات المتحدة من بوابة نادي بوستون.
في 2002 انتقلت إلى ناديي دامالزفينسكان وأوميو وفازت معهما بدوري أبطال أوروبا للسيدات مرتين على التوالي، كما لعبت أيضا لصالح نادي يورغوردينس عامي 2005 و 2006، وأيك سولنا في 2007.
خلال ظهورها مع نادي سكاي بلو في الدوري الأمريكي للسيدات سجلت لورا 33 حضورا وقعت فيها 7 أهداف في موسمي 2010 و 2011، وقررت الاعتزال رسميا في أبريل 2012 بسبب ماوصفته بفشلت تجربتها في دوري المحترفين الأمريكي للسيدات.

### مع المنتخب
بعد ظهورها الأول مع المنتخب في مارس 1996، مثلت لورا منتخب فنلندا لكرة القدم للسيدات في 130 مناسبة مسجلة 41 هدفا، وتعتبر بذلك الهذافة التاريخية لمنتخبها. في 2005 ساهمت في وصول منتخبها لنصف نهائي بطولة أمم أوروبا لكرة القدم للسيدات 2005 التي أقيمت في إنجلترا. وهو أفضل إنجاز حققه منتخب بلدها في تاريخ البطولة.

## الحياة الشخصية
تزوجت لورا من «نيكو أوستربيرغ» في 2007، ورزقت منه بطفلة سميت «ميخا» ولدت في مارس 2008.